# Dichosciadium
Dichosciadium là chi thực vật có hoa trong họ Apiaceae.